# Меч в геральдике
Меч (фр. épée, épée haute, claymore , англ. sword, sword in plane) — одна из самых распространённых искусственных негеральдических гербовых фигур, изображающих предмет вооружения — холодное оружие в виде длинного обоюдоострого клинка с рукоятью и эфесом.

## Символизм
Символика меча связана прежде всего "с военной доблестью рода, но также может представлять месть". Меч, как оружие рыцаря стал символом обозначающий: военного верховенства, военного руководства, символ военноначалия, готовность к защите отечества, рода, города от врагов, а также участие в сражениях.
Изображение пламенеющего меча трактуют, как символ не только военного, но и духовного оружия, которое символизирует просветительство (свет просвещения), свет, добро.

## Изображение

Герб Шиме

Наряду с традиционным изображением меча в виде холодного оружия с обоюдоострым длинным клинком, допускается изображение и вариаций. Нередко используют изображение меча с одной режущей кромкой - слабо (палаш) , или сильно (сабля) изогнутых (например в гербах Финляндии, Финской Карелии). На гербах некоторых арабских государств имеется изображение сабли или ятагана.
Встречается также изображение мечей с гардами (защита рук у холодного оружия), наподобие толедских мечей.
Нередко встречаются и изображения так называемого пламенеющего меча (например, на гербе Архангельска или Киева) а также меча в руке, выходящей из облака (герб малая Погоня). Такие изображения чаще всего несут не воинственный, а вполне мирный религиозный, или духовный подтекст.
Нередко меч используется, как часть гербовой композиции в сочетании с другими гербовыми элементами.
С символикой меча известны следующие гербовые фигуры:
- Меч традиционный (простой, прямой)
- Меч изогнутый (сабля, палаш, ятаган)
- Меч пламенеющий
- Рука с мечом (нередко, выходящая из облаков или облака)

### Мечи в гербах
В польской геральдике, откуда перекочевали в русскую: Белина, Бече, Гербургт, Довнарович, Заглоба, Ковня, Копасына, Лзава, Лимонт, Могилы, Незгода, Новина, Павенза, Пелеш, Помян, Пржегоня, Пржестржал, Ровня, Солтык, Тржаска,

## Блазонирование
Мечи изображённые на гербах представляют собой образцы рыцарского обихода, хотя лезвие было более широким, особенно у турнирных мечей, а крестовины нередко делали буквой S. Отделка (guarnitura) крестовины и рукояти, как правило, изображается золотой, лезвие — серебряным. Обычное положение меча на щите — столбом. Во Франции во внешнем оформлении щита два меча столбом в двух руках указывали на достоинство коннетабля.
Признаками меча на гербах является его длина, а также прямая, идущая перпендикулярно по отношению к лезвию перекладина, отделяющая лезвие от рукоятки меча. У кинжала, который значительно короче меча, перекладина напоминает латинскую букву S, а в ряде случаев эфес имеет украшения, не принятые у геральдических мечей.
Военный меч, в отличие от меча правосудия, изображается повёрнутым остриём вверх, а не вниз, за исключением случаев, когда меч употреблён в память о павших или в память военных подвигов предков. Отличительная черта юридических мечей на гербах — они повёрнуты по диагонали.
Будучи важными частями рыцарского снаряжения, пояс и ножны не пользовались вниманием у оружейников, если не считать окончания ножен, поэтому в гербах не отражаются.

## История
В мире рыцарства меч был чем-то большим, нежели куском металла, закалённого и заострённого с двух сторон, предназначенный для нанесения колющего и рубящего ударов: согласно португальской поговорке он был "душой рыцаря" и не зря его одушевляли и наделяли собственным именем, как это часто встречается в средневековых рыцарских романах. Только рыцари и обладатели гербов имели право носить меч, равно как и копьё.
Меч — холодное оружие, характерно для периода античности и особенно для средневековья XII-XV веков, получило своё наибольшее распространение и развитие форм в странах Европы, в период создания геральдики XI-XIII веков. Меч, у большинства европейских стран, вошел в XIII-XIV веках (в России с середины XVII века) в число регалий государственных атрибутов власти, символизируя верховное военное главенство монархов. Крестообразная форма меча, создавшаяся вследствие того, что перекладина эфеса отделяла рукоятку от лезвия, способствовала в тогдашней религиозной Европе усилению символической престижности меча и переходу его в разряд вещественных символов по мере того, как реальное значение его падало. В христианской символике, в том числе и православной, выражение "меч духовный" означало активную проповедь религиозной идеологии, распространение устно и письменно "слова божьего".

## Практика использования

### Меч в русской геральдике
Наряду с традиционной и общепринятой трактовкой символики меча существуют и определенные различия в русской геральдике, складывавшееся с течением времени.
Г. В. Вилинбахов отмечает, что самое раннее известное изображение меча на официальной символике России относится к середине XVI века: на откосе знамени Ивана IV Васильевича Грозного (1560) из собрания Оружейной палаты. Символика меча на стяге становится понятна, если прочесть надписи на знамени и изучить иные символы: на стяге изображено видение Иоанна Богослова, что указывает на эсхатологический (апокалиптический) смысл символики меча.
Однако использование изображения меча в государственной русской геральдике допетровского времени носит и иной характер, что указывает на его двойную семантику. Так например, можно нередко встретить изображение двуглавого орла, у которого в одной из лап (герб Палеологов) находится меч (наряду с крестом или скипетром). Следовательно, меч в допетровской геральдике России трактуется не только, как один из символов апокалипсиса, но и имеет значение, как символ власти.
С момента воцарения Петра I (1682—1725) символика гербовой фигуры расширяется, но при этом не теряет своей религиозной и властной смысловой нагрузки.

### Меч в советской геральдике
В 1943 году меч был введён в советскую геральдику, но не как государственная, а как ведомственная эмблема в отличительные знаки военных юристов и работников Министерства юстиции, вместе с щитом. При этом для симметрии введён не один, а два скрещивающихся меча.

### Меч в государственной символике
В современной государственной символике меч прочно обладает значением милитаризма. Из всех имеющихся государств и отдельных автономных образований, лишь Камерун, Бразилия, Монако и Тонга имеют в своём гербовом щите меч. Но при этом у Камеруна меч соединён с весами и следовательно выражает эмблему правосудия, а не войны, что гармонирует с наличием в гербе диктаторских пучков, что свидетельствует о тесной связи эмблематике Камеруна с французской буржуазной правовой символики. У Бразилии меч употреблён, как самостоятельная фигура военного верховенства и военноначалия и его смысл становится ясен при сопоставлении датой закреплённой на бразильском гербе — 15 ноября 1889 года. Это дата военного переворота, совершённого маршалом Деодоро да Фонсекой и адмиралом Ван дер Колком, дата рождения буржуазной Бразильской республики, для которой долгие годы были военные перевороты и эпохи диктатуры военных хунт. В Монако и Тонга, двух небольших и безоружных государств, мечи присутствуют, как дань далёкой истории, а не в качестве основных государственных гербовых фигур.

## Галерея

Герб «Остоя»
Герб Финляндии
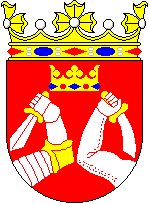
Финская Карелия
Киев
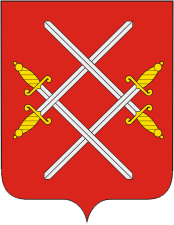
Руза
Новогрудок
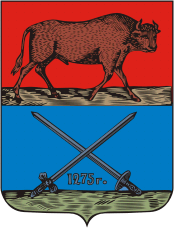
Герб Слонима времен Российской империи
Архангельск
Вологодская область
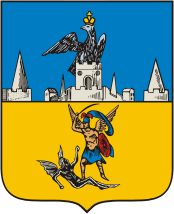
Малоархангельск